# Skalny nurek
Skalny nurek (oryg. ang. Rock Diver) – opowiadanie fantastycznonaukowe opublikowane w 1951 r., debiut amerykańskiego pisarza Harry’ego Harrisona.

## Historia
Tekst ukazał się w lutowym numerze magazynu „Worlds Beyond” z 1951 r. Opowiadanie miało nosić pierwotnie tytuł I Walk Through Rocks (dosł. pol. Przechodzę przez skały), zmienił je redaktor „Worlds Beyond” Damon Knight, który kupił prawa do publikacji opowiadania za 50 dolarów; utwór za taką samą cenę (inne źródło podaje kwoty 100 i 150 dolarów) kupił też Frederik Pohl do antologii Beyond the End of Time, która ukazała się w 1952 r. Był to literacki debiut Harrisona, który wcześniej był ilustratorem (stworzył też ilustrację do tego opowiadania). Harrison napisał, że opowiadanie powstało podczas choroby, która uniemożliwiała mu pracę nad grafiką i celował nią w rynek czytelniczy, którego zainteresowania zdążył zrozumieć jako ilustrator. Pisarstwo okazało się też dla Harrisona bardziej dochodowe niż praca ilustratorska.
Opowiadanie było przedrukowane w licznych antologiach i przetłumaczone na inne języki (m.in. rosyjski w 1971 r.). Polski przekład Jana Zakrzewskiego ukazał się w pionierskiej antologii Rakietowe szlaki w 1958 r. Miesięcznik „Problemy” (07/1974) zamieścił utwór w tłumaczeniu Krzysztofa Malinowskiego pod tytułem Przenikacz skał.

## Fabuła
Przewodnim motywem opowiadania jest podróż pod powierzchnię ziemi w poszukiwaniu cennych surowców z wykorzystaniem fantastycznonaukowej technologii przenikania/przechodzenia przez materię. Harrison napisał, że oparł pomysł na „klasycznej fabule westernu”, w kontekście walk górników o złoża (zob. claim jumping) z ery gorączki złota, ale w wersji SF.

## Analiza i odbiór
Był to jeden z pierwszych utworów fantastycznonaukowych opisujących zjawisko przenikania/przechodzenia przez materię (sam Harrison przyznał, że pomysł na takie urządzenie nie był jego i zainspirował się istniejącymi już utworami fantastycznymi). Algis Budrys w 1967 r. stwierdził, że było to jedno z opowiadań (w kontekście antologii Science Fiction Inventions, w której było przedrukowane), które były „prawdziwie przełomowe w historii SF, w tym szczególnym sensie, że każde z nich albo zapoczątkowało, albo jako pierwsze zaowocowało podstawową ideą technologiczną w tak udanym połączeniu z wartościami fabularnymi, że niemożliwe jest ponowne poruszenie tej idei bez konieczności znalezienia dla niej zupełnie nowych ram". Podobnie w 1985 r. Jerry Pournelle napisał, że to zjawisko było ciekawym pomysłem, przykuwającym uwagę czytelników fantastyki naukowej.
Recenzent Analog Science Fiction and Fact napisał w 1969 r., że jest to „bardzo realistyczna opowieść o górniczych poszukiwaniach i konfliktach we wnętrzu Ziemi. To może być ostateczne rozwinięcie starego pomysłu o człowieku, który może przechodzić przez ściany”.
Lech Jęczmyk przytacza opinię, że „jak wielu sądzi” jest to najlepsze opowiadanie Harrisona. O wyjątkowości, jego zdaniem, świadczy pomysł („nie kosmos, nie ocean, ale skorupa ziemska jako teren podboju”) i „wciągający dramat”.